# Louisiella fluitans
Louisiella fluitans, trajnica iz porodice trava smještena u podtribus Panicinae. Rasprostranjena je po Africi, od Kameruna do Južnog Sudana. Helofit je i prvenstveno raste u sezonski suhim tropskim biomima. 
Naraste od 10 do 30. cm